# Julius Boros

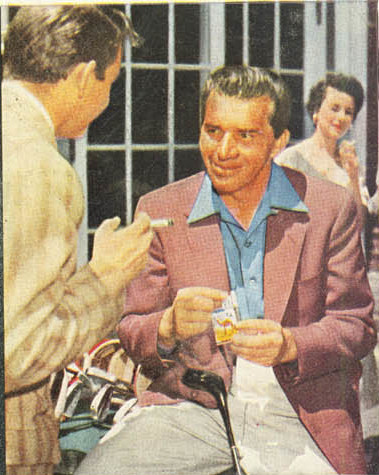

Julius Boros, född 3 mars 1920, död 28 maj 1994, var en amerikansk professionell golfspelare.
Boros vann 18 tävlingar på den amerikanska PGA-touren mellan 1952 och 1968, inklusive tre majors. Han var den dittills äldste spelare som vunnit en major när han vann PGA Championship 1968. Totalt vann han 1 004 861 dollar på PGA-touren. Han spelade med det amerikanska Ryder Cup-lagets team under 1959, 1963, 1965 och 1967.
Boros var en av grundarna av PGA Senior Tour (numera Champions Tour) i slutet av 1970-talet. Han vann två tävlingar på den touren.

## Majorsegrar
- 1952 - US Open
- 1963 - US Open
- 1968 - PGA Championship

## Utmärkelser
- 1952 - PGA Player Of The Year
- 1963 - PGA Player Of The Year

| Majorsegrare genom tiderna                                                                                     |              |              |             |                  |
| 200 olika spelare har vunnit i herrarnas majortävlingar. Julius Boros var den 88:e spelaren som vann en major. |              |              |             |                  |
| 1:a | 87:e         | 88:e         | 89:e        | 200:e            |
| Willie Park Sr                                                                                                 | Max Faulkner | Julius Boros | Jim Turnesa | Louis Oosthuizen |
| Lista över golfens majorsegrare                                                                                |              |              |             |                  |